# Burgstein (Dollnstein)

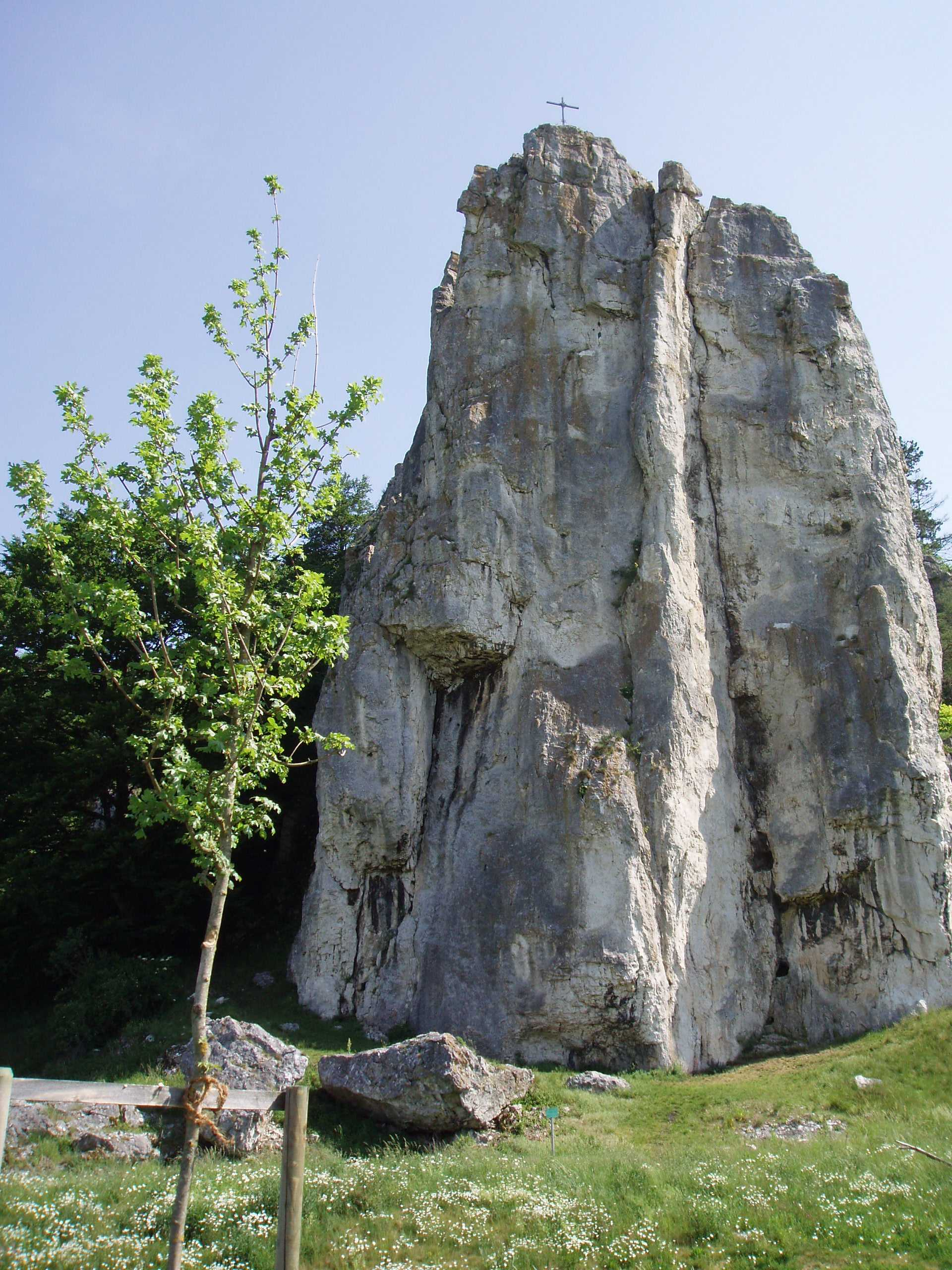
Der Burgstein von Süden gesehen

Der steil aufragende Burgstein ist Teil eines Felsmassivs im oberbayerischen Landkreises Eichstätt am nördlichen Rand des Oberen Altmühltals bei Dollnstein gegenüber der Bubenrother Mühle im Naturpark Altmühltal.

## Entstehung

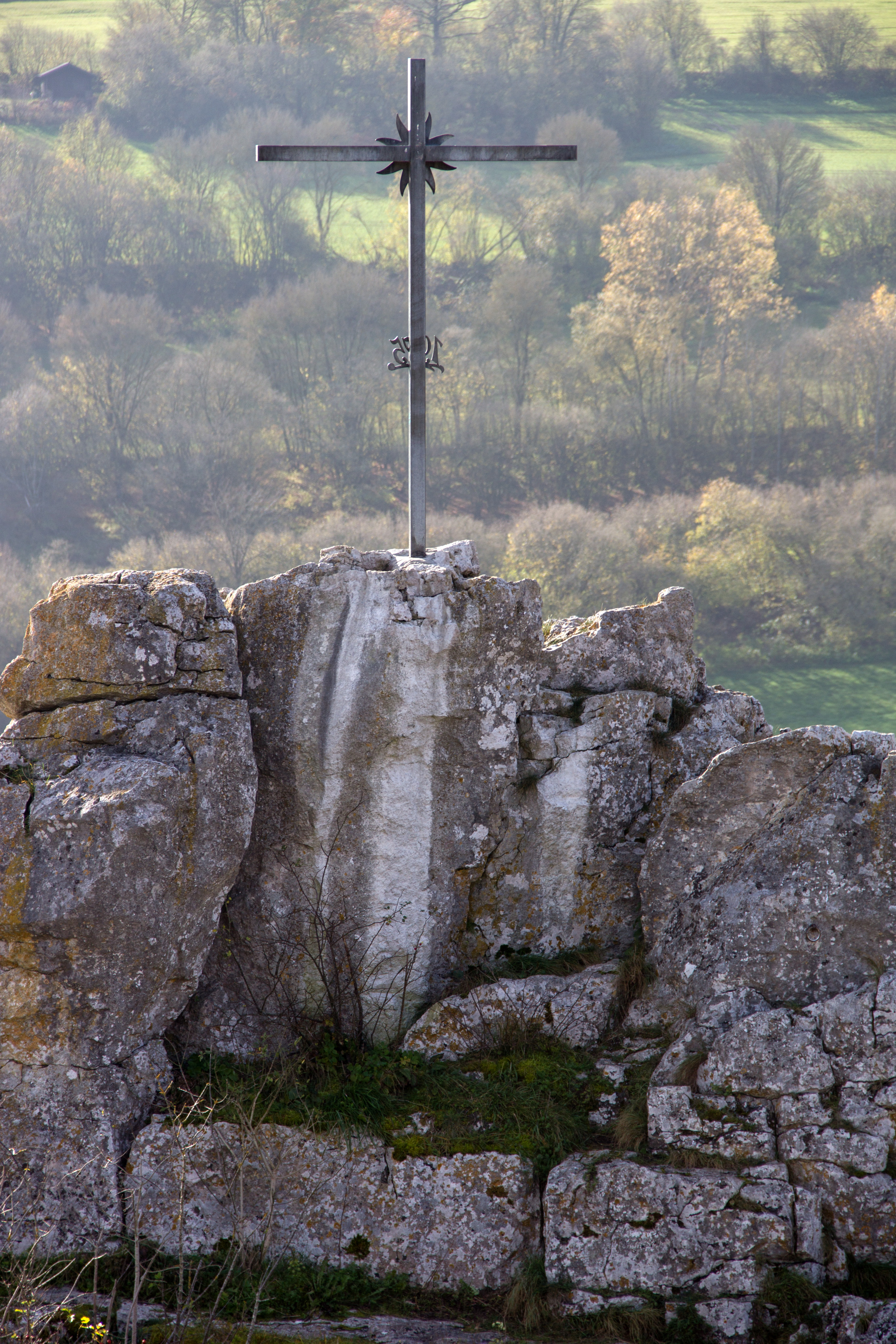
Burgsteingipfelkreuz

Zur Zeit des „Weißen Jura“ (= Malm) war der süddeutsche Raum von einem flachen subtropischen Schelfmeer bedeckt. In diesem Flachmeer wechselten seichte Plattformen mit grobkörniger Kalkablagerung und tiefe Wannen mit feinkörniger Kalkablagerung. Der ca. 45 Meter hohe Burgstein besteht im Wesentlichen aus den massiven Plattform-Kalkablagerungen mit einigen eingestreuten Schwammriffen, die an den Hängen der Plattformen wuchsen. Während die Kalkschichten der Wannen im Laufe der Zeit durch überlagernde Gesteinsschichten stark kompaktiert wurden, widerstanden die Riff- und Plattformkalke dem Gebirgsdruck und blieben als Tafeln und mächtigere Blöcke erhalten. Die Erosion präparierte diese härteren Partien bevorzugt heraus. Insbesondere an den Prallhängen der Flüsse – in diesem Falle der eiszeitlichen Urdonau – führte dies zu Felsfreistellungen.

## Zeitliche Einordnung
Die Kalke des Malm entstanden vor etwa 135 bis 154 Millionen Jahren. Vor etwa 5 Millionen Jahren begann sich die Ur-Donau einzuschneiden und damit die Felsen herauszupräparieren. Dieses Werk war sozusagen fertig, als die Ur-Donau während der Riß-Kaltzeit vor rund 150.000 Jahren ihren Lauf weiter in den Süden ins heutige Schuttertal und schließlich ganz an den Rand der Alb in ihr aktuelles Bett verlegte.

## Geotop
Der Burgstein ist vom Bayerischen Landesamt für Umwelt (LfU) als geowissenschaftlich wertvolles Geotop (Geotop-Nummer: 176R006) ausgewiesen. Er wurde auch vom LfU mit dem offiziellen Gütesiegel Bayerns schönste Geotope ausgezeichnet.

## Naturschutz
Der Burgstein liegt am südlichen Rand des 62 ha großen Naturschutzgebiets Trockenhänge bei Dollnstein. Neben den beherrschenden Dolomitfelsen sind hier Halbtrockenrasen als ehemalige Schafweiden mit Wacholderbewuchs, Trockenrasen an felsigen Partien, Hecken, Strauchinseln und am Rande Laub- und Mischwälder anzutreffen – ein Aufeinanderfolgen verschiedener Pflanzengemeinschaften in natürlicher Sukzession und zum Teil mit botanischen Raritäten. Auch auf den Felsköpfen selbst gibt es blühendes Leben, z. B. den Weißen Mauerpfeffer, der dem seltenen Apollofalter als Futterpflanze dient. Aus dieser Reichhaltigkeit unterschiedlicher Biotoptypen resultiert der ökologische Wert dieses Naturschutzgebietes. Der Fels ist den Kletterern ein überregional beliebtes, nicht immer ungefährliches Ziel (Steinschlaggefahr). Die Schwierigkeitsgrade der Kletterrouten reichen von III bis IX mit zahlenmäßigem Schwerpunkt (26 Routen) von VI bis VIII.

## Opferplatz

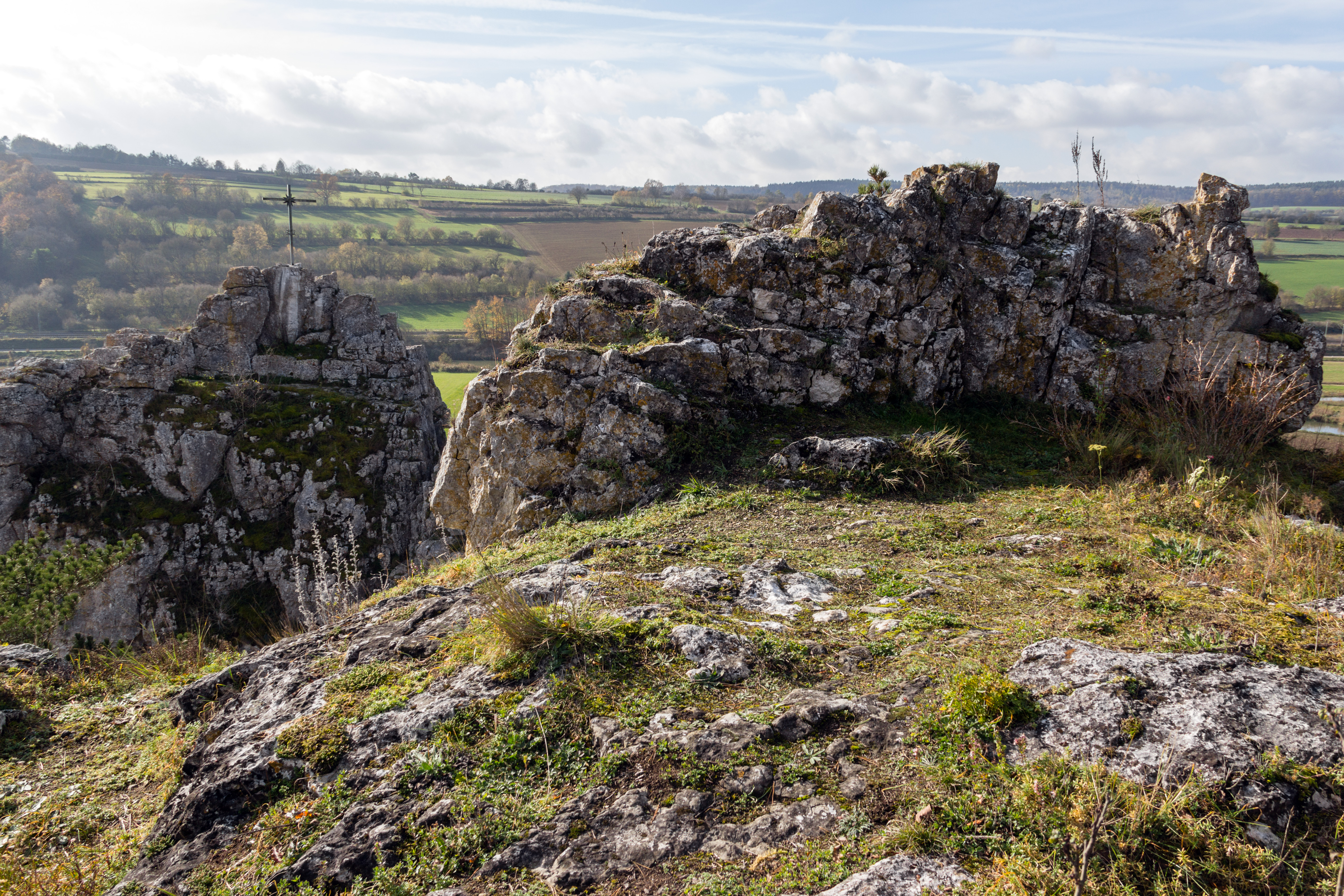
Opferplatz (Bodendenkmal)

Der abgeflachte Bereich nahe dem Gipfelkreuz war ein Opferplatz der Urnenfelderzeit. Er ist vom Bayerischen Landesamt für Denkmalpflege als Bodendenkmal (D-1-7132-0138)  ausgewiesen.

## Sagen
- Ludwig Bechstein: Wichtlein an der Altmühl[4] (Sage über das Schlaufloch im Burgstein bei der Bubenroder Mühle.)